# Józef Zubek
Józef Zubek (ur. 4 marca 1914 w Kościelisku, zm. 6 listopada 1988 w Zakopanem) – polski narciarz i trener narciarski, olimpijczyk.

## Życiorys
Józef Zubek był członkiem Sekcji Narciarskiej Polskiego Towarzystwa Tatrzańskiego w Zakopanem, w ramach której uprawiał biegi narciarskie i patrolowe, skoki narciarskie i narciarstwo alpejskie (zjazd). Był członkiem polskiej kadry na Zimowe Igrzyska Olimpijskie w 1936 roku, rozgrywane w Garmisch-Partenkirchen oraz na zakopiańskie Mistrzostwa Świata w Narciarstwie Klasycznym w 1939 roku. Na tych ostatnich zajął 11. miejsce w biegu na 50 kilometrów, będąc najlepszym z Polaków.
Oprócz narciarstwa uprawiał również taternictwo, będąc przewodnikiem tatrzańskim i członkiem Klubu Wysokogórskiego. Pracował również przy wytyczaniu nartostrad z Kasprowego Wierchu i opracowywaniu map fotogrametrycznych Tatr Wysokich i Bielskich.
Podczas II wojny światowej pełnił funkcję kurier na Węgry, a następnie przedostał się do Francji, gdzie walczył w kampanii francuskiej 1940 roku. Po zakończeniu walk został internowany w Szwajcarii. Podczas internowania aktywnie uprawiał narciarstwo i wspinaczkę, wchodząc m.in. w 1946 roku na Mont Blanc.

Po powrocie do Polski powrócił do uprawiania narciarstwa, najpierw jako zawodnik, a następnie instruktor i trener. W 1960 roku jako trener kadry biegaczy uczestniczył w Zimowych Igrzyskach Olimpijskich w Squaw Valley, gdzie trenowana przez niego drużyna zajęła 6. miejsce.
Oprócz uprawiania sportu jego pasjami były: historia narciarstwa oraz gwara podhalańska (swoje materiały z nią związane podpisywał „Józek Nózka Hanusin z Polon”). Zgromadził pokaźne archiwum dokumentów i materiałów związanych z polskim narciarstwem (m.in. biogramy, wyniki zawodów, korespondencja). W uznaniu zasług w 1969 roku otrzymał tytuł Zasłużonego Mistrza Sportu, a w 1980 roku – honorowe członkostwo klubu SN PTT Zakopane.